# 알프레트 체흐
알프레트 체흐(독일어: Alfred Zech, 1932년 10월 12일 ~ 2011년 6월 13일)는 12세 때 철십자장 2급을 받은 독일의 소년병이다.

## 어린 시절과 전쟁 참전
체흐는 상부 실레지아의 골덴나우에서 태어났고, 나치의 통치하에서 의무적으로 독일군에 입대했다. 1945년 초, 골덴나나우는 소련의 붉은 군대의 진격하는 요소들에 의해 공격을 받았다. 공격을 받는 동안, 그는 박격포의 불에 의해 다수의 독일 군인들이 다친 것을 보았고, 그들을 되찾기 위해 그의 아버지의 농수레를 사용하기로 결정했다. 그는 12명의 부상자를 그의 가족 집으로 데려오면서, 두 번의 여정을 했다.
체흐에 따르면, 독일 장군이 며칠 후 가족 농장에 나타났고 그 부모에게 아돌프 히틀러의 청중을 위해 그 소년을 베를린으로 보내달라고 요청했다. 그의 아버지는 동의했고 체흐는 용기를 위해 히틀러에 의해 장식된 몇몇 다른 소년병들과 함께 했다. 그 의식의 녹음은 나치 선전에 의해 널리 퍼졌다. 히틀러에 의해 사찰을 받는 사진이 독일 외무부 사진 기관인 브뤼노 라우스에 의해 포착되었고, 나중에 프레션 빌드를 통해 AP통신에 배포되었다.
이어지는 연회에서, 체흐는 그가 투입된 후, 그의 고향이 이미 사로잡혔고 그의 아버지가 전사했다는 것을 알지 못한 채, 복무 중에 남아 있기를 자원했다고 말했다. 제흐는 프로이덴탈(현재 체코 슐레지엔)의 전선으로 보내졌다. 그곳에서 그는 전투에서 부상을 입었고, 포로가 되었다. 1947년 그가 석방된 후, 그는 도착하자마자 아버지의 죽음에 대해 알게 되어 집으로 돌아왔다.

## 말년
성인이 된 체흐는 이민을 위해 폴란드 통합 노동자당에 가입했다. 1964년, 그는 서독에 정착하여 노동자로 일했다.

## 사생활
체흐는 결혼하여 10명의 자녀를 두었다.

## 같이 보기
- 제12SS기갑사단 히틀러유겐트